# Cilleruelo de Arriba
Cilleruelo de Arriba ist ein Ort und eine nordspanische Landgemeinde (municipio) mit 49 Einwohnern (Stand: 2024) im Zentrum der Provinz Burgos in der Autonomen Gemeinschaft Kastilien-León.

## Lage und Klima
Cilleruelo de Arriba liegt in der kastilischen Hochebene (meseta) gut 60 km (Fahrtstrecke) südlich von Burgos in einer Höhe von ca. 965 m. 

## Bevölkerungsentwicklung
| Jahr      | 1970 | 1981 | 1991 | 2001 | 2011 | 2021 |
| Einwohner | 155  | 113  | 97   | 83   | 60   | 41   |

## Sehenswürdigkeiten
- Marienkirche (Iglesia de Santa Maria de la Torre)
- Rathaus

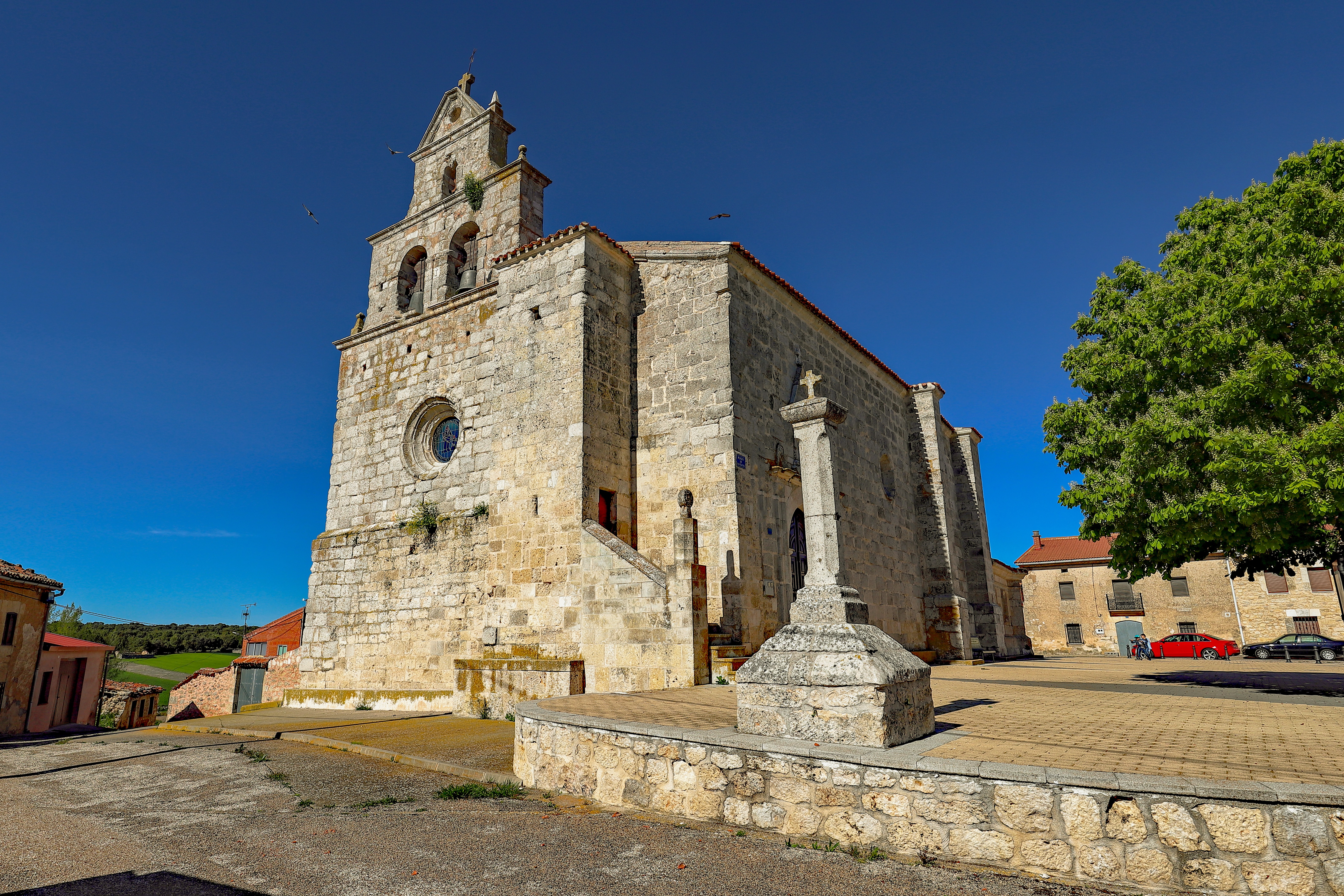
Marienkirche
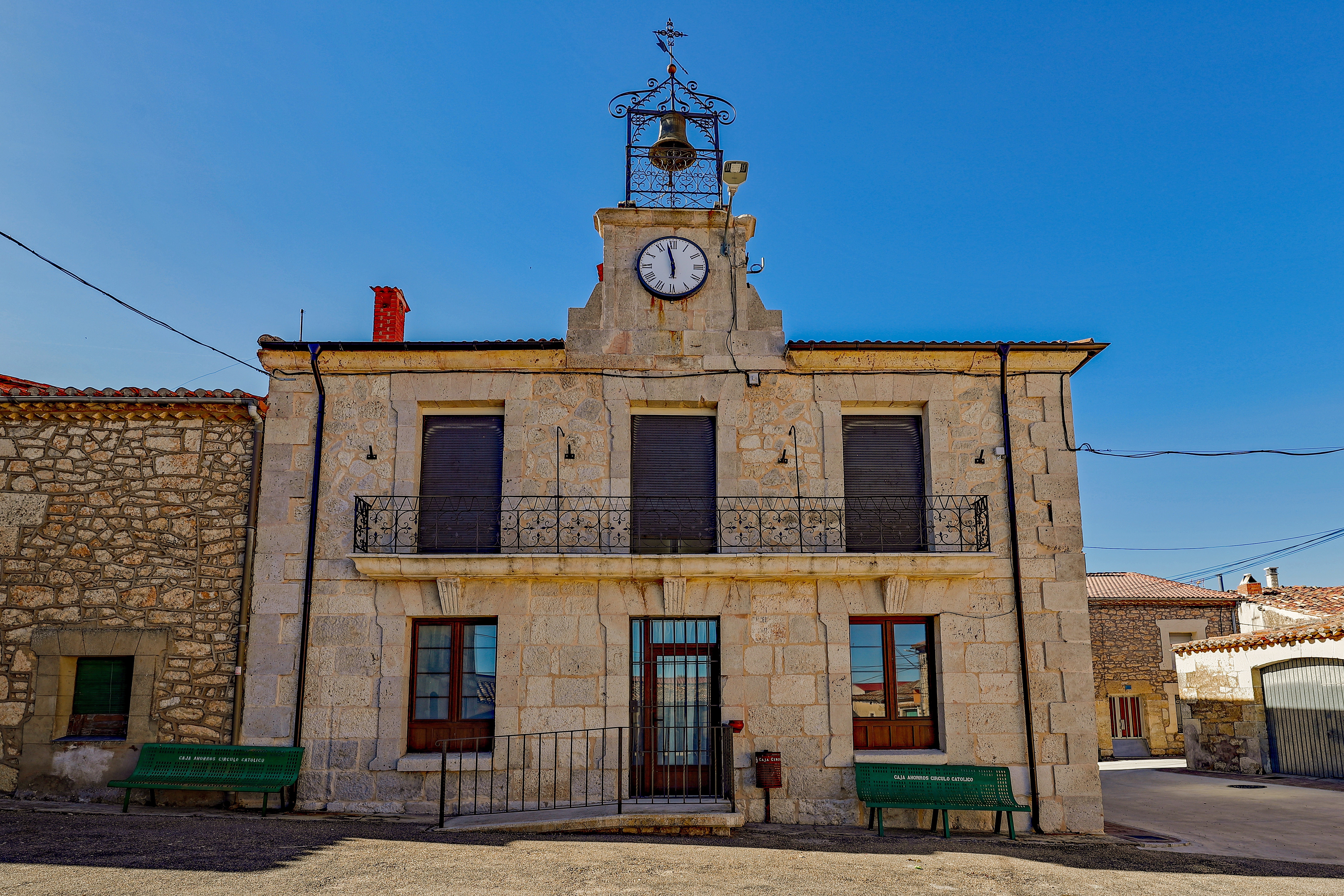
Rathaus